# A Limia
A Limia egy comarca (járás) Spanyolország Galicia autonóm közösségében, Ourense tartományban. Székhelye . Népessége 2006-os adatok szerint 24 266 fő volt.

## Települések
A székhely félkövérrel szerepel.
- Baltar
- Os Blancos
- Calvos de Randín
- Porqueira
- Rairiz de Veiga
- Sandiás
- Sarreaus
- Trasmiras
- Vilar de Barrio
- Vilar de Santos
- Xinzo de Limia